# Joan VIII d'Harcourt
Joan VIII d'Harcourt (9 d'abril de 1396 - Verneuil, 17 d'agost de 1424), va ser comte titular d'Aumale, d'Harcourt i de Mortain. Aquestos territoris estaven ocupats (des de 1418) pels anglesos i encara que el comte titular d'Harcourt i Aumales era el pare, va portar els dos títols de 1418 a 1423; a més de 1423 a 1424 va portar el títol de comte de Mortain que el rei li va donar tot i estar també ocupat pels anglesos des de 1418; va posseir tanmateix algunes senyories.
Era el fill de Joan VII d'Harcourt, comte d'Harcourt i d'Aumale (mort el 1452), i de Maria d'Alençon, princesa de la sang.
Va participar en la batalla d'Azincourt el 1415. El 1417, fou nomenat tinent i capità general de Normandia, capità de la ciutat i castell de Rouen. Va derrotar els anglesos a la batalla de la Brossinière. El 1418 els anglesos van ocupar Hartcourt, Aumale i Mortain; en aquesta van nomenar un nou comte (Eduard el 1418, i després altres); el comte legítim era Lluís VII de Baviera-Ingolstadt però degut al seu abandó, el 1423 el rei de França el va donar a Joan VIII. Va lliurar la batalla de Verneuil en la que va morir el 17 d'agost de 1424.
No tenint hereu legítim, el seu càrrec de capità del Mont Saint-Michel, el comtat d'Aumale va passar a la seva tia Maria i el de Mortain van passar al seu cosí Joan d'Orléans, comte de Dunois, company de Joana d'Arc, casat amb una altra Maria d'Harcourt (de la branca de Montgommery). Una altra tia, Joana d'Harcourt (casada el 1414 a Joan III de Rieux, senyor de Rochefort), va agafar el títol de comtessa d'Harcourt, que la germana Maria també reclamava (es veu que sense prou força perquè era purament un títol nominal en estar sota ocupació anglesa) però que Joana es va acabar quedant.
Fou el pare natural de Lluís II d'Harcourt (1424-1479), bisbe de Besiers (1451), arquebisbe de Narbona (1451), bisbe de Bayeux (1460) i patriarca de Jerusalem (1460-79), fill de Margarida de Preullay, vescomtessa de Dreux.
Joan VIII d'Harcourt fou inhumat el 1424 a la Saussaie.